# Festival de Cannes 1989
La 42e édition du Festival de Cannes a lieu du 11 au 23 mai 1989.

## Déroulement et faits marquants
Spike Lee pensait recevoir la palme. À la suite de la victoire de Soderbergh, il a déclaré à la presse qu'il possédait une batte de baseball LouisVille Slugger et qu'il y a gravé sur le bois le nom de Wenders.

## Jurys

### Compétition
- Wim Wenders (Président du jury), réalisateur  Allemagne
- Renée Blanchar, étudiante de la Fémis en réalisation  Canada
- Sally Field, comédienne  États-Unis
- Christine Gouze-Rénal, productrice  France
- Héctor Babenco, réalisateur  Brésil
- Claude Beylie, critique  France
- Silvio Clementelli, producteur  Italie
- Georges Delerue, compositeur  France
- Krzysztof Kieślowski, réalisateur  Pologne
- Peter Handke, écrivain  Autriche

À l'origine, le jury de la 42e édition du Festival devait être présidé par le réalisateur américain Francis Ford Coppola, mais il n'honora pas son engagement et fut remplacé par Wim Wenders. Coppola présida malgré tout le jury en 1996.

### Caméra d'or
- Président du jury : Raf Vallone, comédien
- Bernard Jubard
- Klaus Eder, journaliste
- Moustafa Salah Hashem, journaliste
- Peter Scarlet, cinéphile
- Philippe Maarek, critique
- Suzanne Schiffman, scénariste
- Yvan Gauthier, cinéphile

## Sélections

### Sélection officielle

#### Compétition
La sélection officielle en compétition se compose de 22 films :
| Titre                                                                                    | Réalisation         | Pays        | Distribution |
| ---------------------------------------------------------------------------------------- | ------------------- | ----------- | --- |
| Rosalie fait ses courses (Rosalie Goes Shopping)                                         | Percy Adlon         | Allemagne   | Marianne Sägebrecht, Brad Davis, Judge Reinhold                                                                        |
| Jésus de Montréal                                                                        | Denys Arcand        | Canada      | Lothaire Bluteau, Catherine Wilkening, Johanne Marie Tremblay, Rémy Girard, Robert Lepage                              |
| Trop belle pour toi                                                                      | Bertrand Blier      | France      | Gérard Depardieu, Josiane Balasko, Carole Bouquet, Roland Blanche, Myriam Boyer                                        |
| Sweetie (en compétition pour la Caméra d'or)                                             | Jane Campion        | Australie   | Genevieve Lemon, Karen Colston, Tom Lycos, Jon Darling, Dorothy Barry                                                  |
| Francesco                                                                                | Liliana Cavani      | Italie      | Mickey Rourke, Helena Bonham Carter, Andréa Ferréol, Nikolaus Dutsch, Peter Berling                                    |
| Chimère                                                                                  | Claire Devers       | France      | Béatrice Dalle, Wadeck Stanczak, Julie Bataille                                                                        |
| Kuarup                                                                                   | Ruy Guerra          | Brésil      | Taumaturgo Ferreira, Fernanda Torres, Cláudio Mamberti, Umberto Magnani, Ewerton de Castro                             |
| Le Carrefour des innocents (Lost Angels)                                                 | Hugh Hudson         | États-Unis  | Donald Sutherland, Adam Horowitz, Amy Locane, Don Bloomfield, Celia Weston                                             |
| Pluie noire (Kuroi ame)                                                                  | Shōhei Imamura      | Japon       | Yoshiko Tanaka, Kazuo Kitamura, Etsuko Ichihara, Shōichi Ozawa                                                         |
| Mystery Train                                                                            | Jim Jarmusch        | États-Unis  | Masatoshi Nagase, Yūki Kudō, Joe Strummer, Nicoletta Braschi, Steve Buscemi                                            |
| Le Temps des Gitans (Dom za vešanje)                                                     | Emir Kusturica      | Yougoslavie | Davor Dujmović, Bora Todorović, Ljubica Adzovic                                                                        |
| Monsieur Hire                                                                            | Patrice Leconte     | France      | Michel Blanc, Sandrine Bonnaire, Luc Thuillier                                                                         |
| Do the Right Thing                                                                       | Spike Lee           | États-Unis  | Spike Lee, Danny Aiello, John Turturro, Richard Edson, Giancarlo Esposito, Samuel L. Jackson, Ossie Davis, Rosie Perez |
| Les Femmes sur le toit (Kvinnorna Pa Taket) (en compétition pour la Caméra d'or)         | Carl-Gustaf Nykvist | Suède       | Amanda Ooms, Stellan Skarsgård, Helena Bergström                                                                       |
| L'Ami retrouvé (Reunion)                                                                 | Jerry Schatzberg    | Royaume-Uni | Jason Robards, Christien Anholt, Samuel West                                                                           |
| Un cri dans la nuit (Evil Angels)                                                        | Fred Schepisi       | Australie   | Meryl Streep, Sam Neill                                                                                                |
| Splendor                                                                                 | Ettore Scola        | Italie      | Marcello Mastroianni, Marina Vlady, Massimo Troisi                                                                     |
| Les Eaux printanières (Torrents of Spring)                                               | Jerzy Skolimowski   | Royaume-Uni | Timothy Hutton, Valeria Golino, Nastassja Kinski, William Forsythe                                                     |
| Sexe, Mensonges et Vidéo (Sex, Lies, and Videotape) (en compétition pour la Caméra d'or) | Steven Soderbergh   | États-Unis  | James Spader, Andie MacDowell, Peter Gallagher, Laura San Giacomo                                                      |
| Cinema Paradiso (Nuovo Cinema Paradiso)                                                  | Giuseppe Tornatore  | Italie      | Philippe Noiret, Salvatore Cascio                                                                                      |
| El niño de la luna                                                                       | Agustí Villaronga   | Espagne     | Maribel Martín, Lisa Gerrard, Enrique Saldana                                                                          |
| La Toile d'araignée (Das Spinnennetz)                                                    | Bernhard Wicki      | Allemagne   | Ulrich Mühe, Klaus Maria Brandauer, Armin Mueller-Stahl, Andrea Jonasson                                               |

#### Un certain regard
La section Un certain regard comprend 19 films :
- Malpractice de Bill Bennett
- Les Sabots en or (Sfayah Min Dhahab) de Nouri Bouzid
- L'Éveil du démon (Zugzwang) de Mathieu Carrière
- Mon XXe siècle (Az én XX. századom) d'Ildikó Enyedi
- Erreurs de jeunesse (Oshibki yunosti) de Boris Frumin
- Santa Sangre d'Alejandro Jodorowsky
- Le Rendez-vous de Travers (Treffen in Travers) de Michael Gwisdek
- Piravi de Shaji N. Karun
- Barocco de Paul Leduc
- Peaux de vaches de Patricia Mazuy
- Les Neuf Cercles de l'enfer (Devět kruhů pekla) de Milan Muchna
- Voices of Sarafina! de Nigel Noble
- Wired de Larry Peerce
- The Prisoner of St. Petersburg d'Ian Pringle
- Smerch de Bako Sadykov
- Venus Peter d'Ian Sellar
- Noir péché (Schwarze Sünde) de Jean-Marie Straub et Danièle Huillet
- Il decimo clandinesto de Lina Wertmüller
- Pourquoi Bodhi-Dharma est-il parti vers l'orient ? (Dharmaga tongjoguro kan kkadalgun) de Bae Yong-kyun

#### Hors compétition
2 films sont présentés hors compétition :
- New York Stories de Woody Allen, Francis Ford Coppola et Martin Scorsese (film d'ouverture)
- Old Gringo de Luis Puenzo (film de clôture)

#### Séances spéciales
8 films sont présentés en séance spéciale :
- 1001 Films d'André Delvaux
- 50 Ans de Gilles Carle
- Les Insoumis (Orapronobis) de Lino Brocka
- Lawrence d'Arabie (Lawrence of Arabia) de David Lean
- Liberté de Laurent Jacob
- Le Peuple singe de Gérard Vienne
- Scandal de Michael Caton-Jones
- Un ennemi du peuple (Ganashatru) de Satyajit Ray

### Quinzaine des réalisateurs
- Caracas de Michael Schottenberg
- Le Septième Continent de Michael Haneke
- Der Philosoph de Rudolf Thome
- Eat a Bowl Of Tea de Wayne Wang
- El río que nos lleva d'Antonio Del Real
- Gorod Zero de Karen Chakhnazarov
- Il piccolo diavolo de Roberto Benigni
- Maria Von Den Sternen de Thomas Mauch
- Melancholia d'Andi Engel
- Niu Peng de Dai Sijie
- Piccoli Equivoci de Ricky Tognazzi
- Sidewalk Stories de Charles Lane
- Sis de Zülfü Livaneli
- Speaking Parts d'Atom Egoyan
- Yaaba d'Idrissa Ouedraogo

### Perspectives du Cinéma Français
- Ce qui me meut de Cédric Klapisch
- Corps perdus de Eduardo de Gregorio
- Erreur de jeunesse de Radovan Tadic
- Faute de super il faut de l'ordinaire de S. Buffalan et Eric Pinatel
- Impromptu de Bertrand Stephant Andrews
- La Villa du cap de Laurent de Bartillat
- La visite de Alain Monclin
- Les petites sœurs de Lorraine Groleau
- Manika, une vie plus tard de François Villiers
- Mona et moi de Patrick Grandperret
- Sandra de Franck Landron
- Caste criminelle (documentaire) de Yolande Zauberman
- Violette de Martine Robert
- Zanzibar de Christine Pascal

### Semaine de la critique

#### Longs métrages
- Arabe de Fadhel Jaibi et Fadhel Jaziri (Tunisie)
- As Tears Go By de Wong Kar-wai (Hong Kong)
- Le Carré noir (Chyornyy kvadrat) de Iosif Pasternak (URSS)
- Le Dernier chemin de Waller (Wallers letzter Gang) de Christian Wagner (RFA)
- Duende de Jean-Blaise Junod (Suisse)
- Montalvo et l’enfant de Claude Mouriéras (France)
- Les Poissons morts (Die toten Fische) de Michael Synek (Autriche)
- Roses des sables (Louss, warda al-rimal) de Rachid Benhadj (Algérie)
- Tjoet nja’ dhien d'Eros Djarot (Indonésie)
- La Ville de Yun de U-Sun Kim (Japon)

#### Courts métrages
- Blind Curve de Gary Markowitz (États-Unis)
- La Femme mariée de Nam Xuong de Tran-Anh Hung (France)
- L’Homme aux nerfs modernes (Der Mensch mit den modernen Nerven) de Bady Minck (Autriche)
- Le Porte-plume de Marie-Christine Perrodin (France)
- The Three Soldiers de Kamal Musale (Suisse)
- Trombone en coulisses de Hubert Toint (Belgique/France)
- Warszawa Koluszki de Jerzy Zalewski (Pologne)
- Work Experience de James Hendrie (Royaume-Uni)
- Wstega mobiusa de Łukasz Karwowski (en) (Pologne)

## Palmarès
Longs métrages
- Palme d'or : Sexe, Mensonges et Vidéo (Sex, Lies and Videotapes) de Steven Soderbergh
- Grand Prix Spécial du Jury (ex æquo) : Trop belle pour toi de Bertrand Blier et Cinema Paradiso (Nuovo Cinema Paradiso) de Giuseppe Tornatore
- Prix d'interprétation féminine : Meryl Streep pour Un cri dans la nuit (Evil Angels) de Fred Schepisi
- Prix d'interprétation masculine : James Spader pour Sexe, Mensonges et Vidéo (Sex, Lies, and Videotape) de Steven Soderbergh
- Prix de la mise en scène : Emir Kusturica pour Le Temps des Gitans (Dom za vešanje)
- Prix de la meilleure contribution artistique au Festival International du Film : Mystery Train de Jim Jarmusch
- Prix du jury : Jésus de Montréal de Denys Arcand
- Grand Prix de la Commission Supérieure Technique : Pluie noire (Kuroi ame) de Shōhei Imamura
- Prix de la Critique Internationale - FIPRESCI : Sexe, Mensonges et Vidéo (Sex, Lies, and Videotape) de Steven Soderbergh
- Caméra d'or : Mon XXe siècle (Az én XX. századom) d'Ildikó Enyedi

Courts métrages
- Palme d'or du court métrage : 50 Ans de Gilles Carle
- Mention - court métrage : Yes We Can de Faith Hubley et Morceaux choisis (Performance Pieces) de Tom Abrams